# George Reeves
George Reeves, all'anagrafe George Keefer Brewer (Woolstock, 5 gennaio 1914 – Los Angeles, 16 giugno 1959), è stato un attore statunitense.
Apparve in importanti film degli anni trenta e degli anni cinquanta. Fu una delle prime figure importanti nell'industria televisiva degli Stati Uniti.

## Biografia
George Reeves iniziò a cantare e recitare durante gli studi superiori e proseguì mentre frequentava il Pasadena Junior College in California. Partecipò in ruoli secondari a celebri film come Via col vento (1939), Sangue e arena (1941) e Sansone e Dalila (1949), e divenne famoso per aver interpretato il personaggio di Superman, prima in alcune pellicole cinematografiche (che non ebbero un grande successo), e poi dal 1952 in televisione, nella popolare serie Adventures of Superman, il cui successo fu così ampio che i bambini statunitensi dell'epoca vedevano in Reeves un idolo.
Parallelamente agli impegni televisivi, Reeves continuò ad apparire sul grande schermo e, nella prima metà degli anni cinquanta, partecipò come coprotagonista ad alcuni celebri film come Da qui all'eternità (1953) di Fred Zinnemann e Gardenia blu (1953) di Fritz Lang. Durante gli anni cinquanta ebbe una relazione con Toni Mannix, moglie del capo degli studi MGM Eddie Mannix. L'attore morì per una ferita da arma da fuoco nel 1959, all'età di 45 anni. Si ritiene che sia stato spinto al suicidio dalle frustrazioni professionali in quanto il personaggio di Superman, con cui veniva identificato dal pubblico, gli avrebbe precluso ogni altro ruolo nell'industria del cinema, rovinandogli la carriera. Sui misteri legati alla sua morte è incentrato il film Hollywoodland (2006), in cui Reeves è interpretato da Ben Affleck.

## Filmografia parziale

### Cinema
- Ride, Cowboy, Ride, regia di George Amy - cortometraggio (1939)
- The Monroe Doctrine, regia di Crane Wilbur - cortometraggio (1939)
- Via col vento (Gone with the Wind), regia di Victor Fleming (1939)
- Four Wives, regia di Michael Curtiz (1939) (non accreditato)
- I fucilieri delle Argonne (The Fighting 69th), regia di William Keighley (1940)
- Calling Philo Vance, regia di William Clemens (1940)
- Carovana d'eroi (Virginia City), regia di Michael Curtiz (1940)
- Trovarsi ancora ('Til We Meet Again), regia di Edmund Goulding (1940)
- Ladies Must Live, regia di Noel M. Smith (1940)
- Zona torrida (Torrid Zone), regia di William Keighley (1940)
- L'uomo che parlò troppo (The Man Who Talked Too Much), regia di Vincent Sherman (1940)
- Bionda fragola (The Strawberry Blonde), regia di Raoul Walsh (1941)
- Charlie Chan e i morti che parlano (Dead Men Tell), regia di Harry Lachman (1941)
- Sangue e arena (Blood and Sand), regia di Rouben Mamoulian (1941)
- Lydia, regia di Julien Duvivier (1941)
- I conquistatori del West (Buckskin Frontier), regia di Lesley Selander (1943)
- Sorelle in armi (So Proudly We Hail!), regia di Mark Sandrich (1943)
- La città rubata (The Kansan), regia di George Archainbaud (1943)
- Vittoria alata (Winged Victory), regia di George Cukor (1944)
- Filibustieri in gonnella (The Sainted Sisters), regia di William D. Russell (1948)
- Fuga nella giungla (Jungle Goddess), regia di Lewis D. Collins (1948)
- Jim della giungla (Jungle Jim), regia di William Berke (1948)
- Il grande amante (The Great Lover), regia di Alexander Hall (1949)
- Sansone e Dalila (Sansom and Delilah), regia di Cecil B. DeMille (1949)
- Roba da matti (The Good Humor Man), regia di Lloyd Bacon (1950)
- Superman and the Mole Men, regia di Lee Sholem (1951)
- Rancho Notorious, regia di Fritz Lang (1952)
- Squilli al tramonto (Bugles in the Afternoon), regia di Roy Rowland (1952)
- Gardenia blu (The Blue Gardenia), regia di Fritz Lang (1953)
- Da qui all'eternità (From Here to Eternity), regia di Fred Zinnemann (1953)
- Eternamente femmina (Forever Female), regia di Irving Rapper (1953)
- Stamp Day for Superman, regia di Thomas Carr (1954)
- Carovana verso il West (Westward Ho, the Wagons!), regia di William Beaudine (1956)

### Televisione
- Lights Out – serie TV, episodi 3x01-3x29 (1950-1951)
- Royal Playhouse (Fireside Theater) – serie TV, episodio 4x31 (1952)
- The Ford Television Theatre – serie TV, episodio 1x13 (1952)
- Adventures of Superman – serie TV, 102 episodi (1952-1958)

## Doppiatori italiani
- Giuseppe Rinaldi in Via col vento, Squilli al tramonto
- Mario Pisu in Sangue e arena, Eternamente femmina
- Carlo Romano in Sansone e Dalila, Rancho Notorious
- Giulio Panicali in Sorelle in armi
- Bruno Persa in Da qui all'eternità
- Renato Turi in Carovana verso il West